# Juan Padrón Morales
Juan Padrón Morales (San Cristóbal de La Laguna, 25 de febrero de 1936-18 de agosto de 2025) fue un futbolista y dirigente deportivo español. Fue presidente de la Federación Interinsular de Fútbol de Tenerife y de la Federación Canaria de Fútbol . También fue vicepresidente de la Real Federación Española de Fútbol. En cargos a nivel internacional, se desempeñó como directivo de la UEFA y la FIFA, siendo miembro de la Comisión de Finanzas de la UEFA y del Estatuto del Jugador de la FIFA.

## Carrera

### Jugador
Jugó toda su carrera con el C. D. Tenerife. Debutó como profesional en la temporada 1954-55, en Segunda División con el Tenerife, con dieciocho años, en esta temporada lograría marcar tres goles. En la temporada 1956-57, tras hacer una destacable campaña, marcaría ocho goles. 
En la temporada 1960-61 lograría el ascenso a Primera División, y en la siguiente temporada, ya en la máxima categoría, lograría jugar veintitrés partidos y marcar un gol, pero no serviría de nada ya que el equipo descendería. Se retiró la temporada 1964-65, tras una triste temporada en la que solo logró jugar tres partidos.

### Dirigente deportivo
El 18 de julio de 2017 fue detenido por la Guardia Civil, junto a Ángel María Villar y Gorka Villar, hijo del anterior, en una operación bajo la supervisión del juez de la Audiencia Nacional Santiago Pedraz. Tras entrar en prisión, Javier Clemente pagó los 300.000 euros de fianza de Padrón.

## Trayectoria
| Club           | Temporada | País   | Partidos | Goles |
| C. D. Tenerife | 1954-55   | España | 9        | 3     |
| C. D. Tenerife | 1955-56   | España | 12       | 4     |
| C. D. Tenerife | 1956-57   | España | 34       | 8     |
| C. D. Tenerife | 1957-58   | España | 23       | 0     |
| C. D. Tenerife | 1958-59   | España | 11       | 0     |
| C. D. Tenerife | 1959-60   | España | 25       | 5     |
| C. D. Tenerife | 1960-61   | España | 20       | 1     |
| C. D. Tenerife | 1961-62   | España | 23       | 1     |
| C. D. Tenerife | 1962-63   | España | 16       | 1     |
| C. D. Tenerife | 1963-64   | España | 14       | 0     |
| C. D. Tenerife | 1964-65   | España | 3        | 0     |
|                | Total     | Total  | 200      | 23    |